# Christus Victor
Pojęcie Christus Victor odnosi się do chrześcijańskiego rozumienia odkupienia, wedle którego śmierć Chrystusa jest sposobem, w jaki siły zła, mające ludzkość w swej władzy, zostały pokonane. Jest to model odkupienia datowany na czasy Ojców Kościoła i to on lub powiązana teoria okupu był dominującą teorią odkupienia na przestrzeni tysiąca lat do czasu, gdy została zniesiona przez XI-wiecznego arcybiskupa Canterbury Anzelma i zastąpiona przez jego model zadośćuczynienia.
Pojęcie pochodzi z tytułu przełomowej książki Gustafa Auléna po raz pierwszy opublikowanej w 1931, w której na nowo poświęcił uwagę temu klasycznemu rozumieniu odkupienia we wczesnym Kościele.

## Książka AulénaChristus Victor
Aulén identyfikuje w niej trzy główne rodzaje teorii Odkupienia:
- Najwcześniejszą jest ta, którą Aulén nazwał „klasycznym” poglądem na Odkupienie, szerzej znana jako teoria okupu lub od publikacji pracy Auléna zwana czasem teorią „Christus Victor”: jest to teoria, że Adam i Ewa uczynili ludzkość podległą diabłu w wyniku Upadku oraz że Bóg w celu odkupienia ludzkość posłał Chrystusa jako „okup” lub „przynętę” tak, aby diabeł, nie wiedząc, że Chrystus nie może umrzeć trwale, zabił go i w ten sposób utracił wszelkie prawa do ludzkości po Zmartwychwstaniu.
- Drugą teorią jest pogląd „łaciński” lub „obiektywny”, szerzej znany jako teoria zadośćuczynienia (satysfakcji) mający swój początek w anzelmiańskiej satysfakcji (tj. poglądzie, że Chrystus cierpiał zastępczo za ludzkość, zaspokajając tym samym wymagania Bożego honoru) i później rozwinięty przez protestantów w karne zastępstwo (tj. pogląd zgodnie z którym Chrystus jest ukarany zamiast ludzkości tak, że wymagania Bożej sprawiedliwości są zaspokojone, dzięki czemu Bóg może sprawiedliwie przebaczyć). Niektórzy argumentowali, że teoria odkupienia przez karne zastępstwo była wyrażana przez wczesnych Ojców Kościoła takich jak Justyn Męczennik (ok. 100-165), Euzebiusz z Cezarei (ok. 275-339) i Augustyn z Hippony (354-430)[5].
- Trzecią jest teoria „subiektywna” powszechnie znana jako pogląd o moralnym wpływie, tzn. że męka Chrystusa była aktem przykładnego posłuszeństwa, co wpływa na intencje tych, którzy o tym wiedzą. Datuje się ją na czasy protegowanego Anzelma z Laon, Abelarda, który był jej twórcą.

Książka Auléna zawiera historyczne studium, które poczynając od wczesnego Kościoła śledzi teorie dotyczące Odkupienia aż do protestanckiej Reformacji. Aulén przekonuje, że Christus Victor (lub „pogląd klasyczny” jak Aulén go nazwał) był przeważającym poglądem we wczesnym Kościele oraz w ciągu pierwszego tysiąca lat jego historii i zgadzali się z nim niemal wszyscy Ojcowie Kościoła, m.in. Ireneusz z Lyonu, Orygenes z Aleksandrii czy Augustyn z Hippony. Znaczna zmiana zaszła – jak twierdzi Aulén – gdy Anzelm z Canterbury opublikował swoje dzieło Cur Deus Homo ok. 1097 r., co zaznacza punkt, od którego przeważające rozumienie Odkupienia przeszło od poglądu klasycznego (Christus Victor) do poglądu o zadośćuczynieniu (satysfakcji) w oryginalnym Kościele katolickim, a później w protestantyzmie. Kościół Prawosławny wciąż trwa przy poglądzie Christus Victor, opierając się na rozumieniu Odkupienia wyłożonym przez Ireneusza z Lyonu zwanym „rekapitulacją”: Jezus stał się tym, czym my jesteśmy, abyśmy mogli stać się tym, czym jest On (zob. także Przebóstwienie).
Aulén przekonuje, że teolodzy niepoprawnie zrozumieli pogląd wczesnych Ojców Kościoła dotyczący Odkupienia, postrzegając go w kategoriach teorii okupu. Dowodzi on, że właściwe rozumienie ich poglądu nie jest związane z zapłatą okupu diabłu, ale z motywem wyzwolenia ludzkości z niewoli grzechu, śmierci i diabła. Jak nazwa Christus Victor (Chrystus Zwycięzca) wskazuje, idea „okupu” nie powinna być postrzegana w kategoriach transakcji handlowej (zgodnie z Anzelmem), ale raczej w kategoriach ratunku lub wyzwolenia ludzkości z niewoli grzechu.
Aulén stwierdza, że główną różnicą pomiędzy Christus Victor oraz poglądem o zadośćuczynieniu (satysfakcji) jest odmienny nacisk położony na Trójcę i Prawo. Pogląd o zadośćuczynieniu – twierdzi Aulén – przedstawia boską nieciągłość i prawną ciągłość, podczas gdy Christus Victor podkreśla boską ciągłość i prawną nieciągłość. Wskazuje na teologię pokuty rodzącą się w Kościele łacińskim jako źródło pomysłów Anzelma. Bóg jest niezdolny przebaczyć ludzkości bez uhonorowania jego statusu królewskiego poprzez zapłatę krwi i cierpienia (w późniejszym czasie przyjmie to formę „karnego zastępstwa” – reformacyjnego ideału, że to sprawiedliwość Boga, nie Jego honor, jest kwestią w sprawie Odkupienia). Ponieważ tylko człowiek może wypełnić ludzkie zobowiązania wobec Prawa i Bożego honoru, Chrystus musiał stać się człowiekiem, by przedstawić Bogu doskonałą pokutę. Czyni to przez zadośćuczynienie wymogom Prawa za sprawą bezgrzesznego życia i ofiary ukaranej za przeszłe grzechy. Przez uczynienie Prawa i Honoru niezmiennym faktem Odkupienia, anzelmiańska satysfakcja i jej teologiczni następcy ustanawiają opozycję w boskiej wewnętrznej relacji między Ojcem i Synem, która nie istnieje w Christus Victor. Dla odmiany Christus Victor interpretując nauczanie Nowego Testamentu przez pryzmat trynitarnej jedności, przedstawia ofiarę Chrystusa nie jako prawną zapłatę złożoną Bogu, by przebłagać Jego honor lub sprawiedliwość, ale jako decydujący moment w wojnie przeciwko siłom ciemności – jak na ironię, włączając w to Prawo.
Aulén wskazuje na pisma Pawła i Ojców Kościoła jako na przykłady wczesnochrześcijańskiego poglądu na Prawo jako wroga, który musi zostać pokonany, aby zbawienie rodzaju ludzkiego mogło być zabezpieczone. Stara się zaprezentować, że pokutne systemy teorii zadośćuczynienia i karnego zastępstwa stawiają nadmierną emfazę na ludzkie zobowiązanie do przedstawienia Bogu zapłaty oraz na Boże związanie Prawem. Odwrotnie, przez poniesienie śmierci, która – wobec Prawa – oznaczała status przeklętego, Chrystus zamiast zadośćuczynić wymaganiom, obalił moc Prawa ze względu na to, że jego potępienie doskonałego człowieka było niesprawiedliwe. Co więcej, Śmierć, Grzech i Diabeł (spersonifikowane siły w Christus Victor) są obalone, ponieważ następujące potem Zmartwychwstanie Jezusa łamie panowanie, jakie mieli oni nad ludzkim życiem. Skoro Zmartwychwstanie jest oznaką względów Ojca pomimo przekleństwa Prawa ciążącego na ukrzyżowanym człowieku, Odkupienie, dalekie od wspierania Prawa, obala i pozbawia Prawo jego zdolności do potępienia. W ten sposób Bóg Ojciec i Bóg Syna nie są przedstawiani jako przeciwstawni sobie przez Krzyż z pierwszym w roli Sędziego, a drugi w roli Grzesznika, ale są zjednoczeni w dążeniu do upadku diabelskiego systemu grzechu oraz Prawa, które zniewalają ludzkość. Taki pogląd – uważa Aulén – trzyma się z dala od błędów systemów pokutnych kładących nacisk na Prawo i człowieka, a ukazuje jedność w podjętym przez Trójcę planie odkupienia oraz wolność przebaczenia okazanego nam przez Boga w osobie Chrystusa.
W przeciwieństwie do poglądu o zadośćuczynieniu w Odkupieniu (pogląd „łaciński”), który jest zakorzeniony w idei Chrystusa płacącego karę za grzech by zadośćuczynić wymogom sprawiedliwości, pogląd „klasyczny” wyrażany przez wczesny Kościół (Christus Victor) opiera się na Wcieleniu i tym, jak Chrystus wkroczył w ludzkie nieszczęście i zło, i w ten sposób odkupił je. Aulén przekonuje, że pogląd Christus Victor na Odkupienie jest nie tyle racjonalną, systematyczną teorią, co dramatem, pełną pasji historią o Bogu triumfującym nad Mocami i wyzwalającym ludzkość z więzów grzechu. Jak Gustaf Aulén pisze:

Dzieło Chrystusa jest pierwszym i czołowym zwycięstwem nad mocami, które więżą rodzaj ludzki: grzechem, śmiercią i diabłem.